# القطينة
القطينة هي مدينة سودانية تقع في ولاية النيل الأبيض.

## الموقع
تقع القطينة جنوب الخرطوم العاصمة بمسافة مائة كيلو متر ويربط المدينتين طريق بري معبد شرق النيل واخر غرب النيل يربطه جسر بالشرق عن طريق خزان جبل الاولياء..

## التاريخ
تأسست القطينة قبل التركية السابقة أو قبل بدايتها وكانت الأسر تعدي بالمراكب الشراعية وعندما تستقر ترسل لأهلها وأقربائها وتعطيهم فكرة بجمال المنطقة وتحثهم على الهجرة.

## النشاط السكاني
بدأ الاستقرار تدريجيا واحترف السكان الأوائل الزراعة وكانت وسائل الري في البداية تقليدية كالسواقي والشادوف وزراعة الجروف والجزر، قبل قيام خزان جبل أولياء إلى أن تطورت بالري الدائم وبالري الموسمي في موسم الأمطار وصيد الأسماك.

## المناخ
يتباين مناخ القطينة من موقعٍ إلى آخر وذلك نظراً لانقسامها جغرافياً إلى جزأين هما: الجزء الواقع شمال النيل الأبيض ويمتاز بالمناخ شبه الصحراوي، والجزء الواقع جنوب النيل الأبيض في منطقة السافانا الفقيرة ويمتاز بالمناخ الاستوائي ذي الرطوبة العالية.
أما عن معدل هطول الأمطار في فصل الشتاء فيصل إلى 200 ملم وتسود الرياح والأتربة المنطقة، مما يؤدي إلى زيادة سرعة التصحّر وإلحاق الضرر بالمناطق الزراعية.

## التعليم
القطينة رائدة التعليم النظامي في السودان حيث أسست أول مدرسة بها سنة 1902 في عهد الإستعمار الإنجليزي، وهي الآن تحمل اسم مدرسة علي بن أبي طالب الأساسية للبنين.
كما أن بالقطينة كلية تقانية هي من أوائل الكليات التقانية بالسودان تمنح الدبلوم في عدد من التخصصات.
- تأسست مدرسة القطينة الأميرية 1960
- أنشئت مدرسة القطينة الثانوية عام 1970

## وسائل الترفيه
تتميز القطينة بطول شاطئ النيل الأبيض، ما يتيج الرحلات العائلية فالشاطئ عندها يتميز برماله البيضاء الناعمة وضحالة النيل مما يجعله مكانة خصبا لممارسة السباحة للهواة.

## أعلام القطينة
- محمد إبراهيم نقد
- فاطمة أحمد إبراهيم
- محجوب عبيد طه
- حد الزين العاقب

## معرض صور

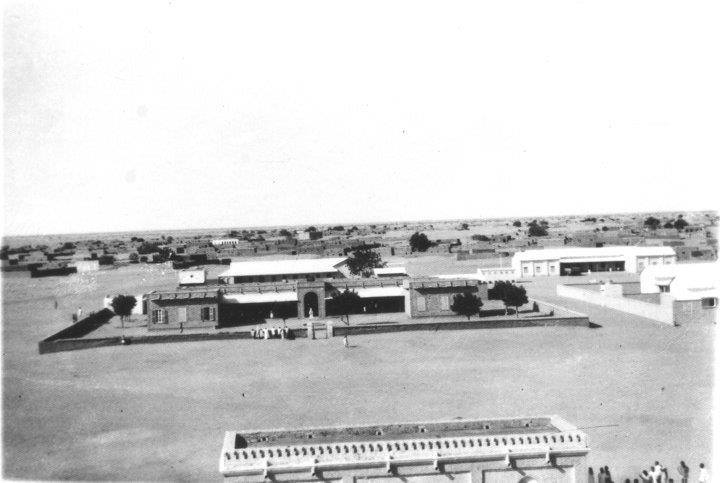
مدرسة القطينة الأميرية
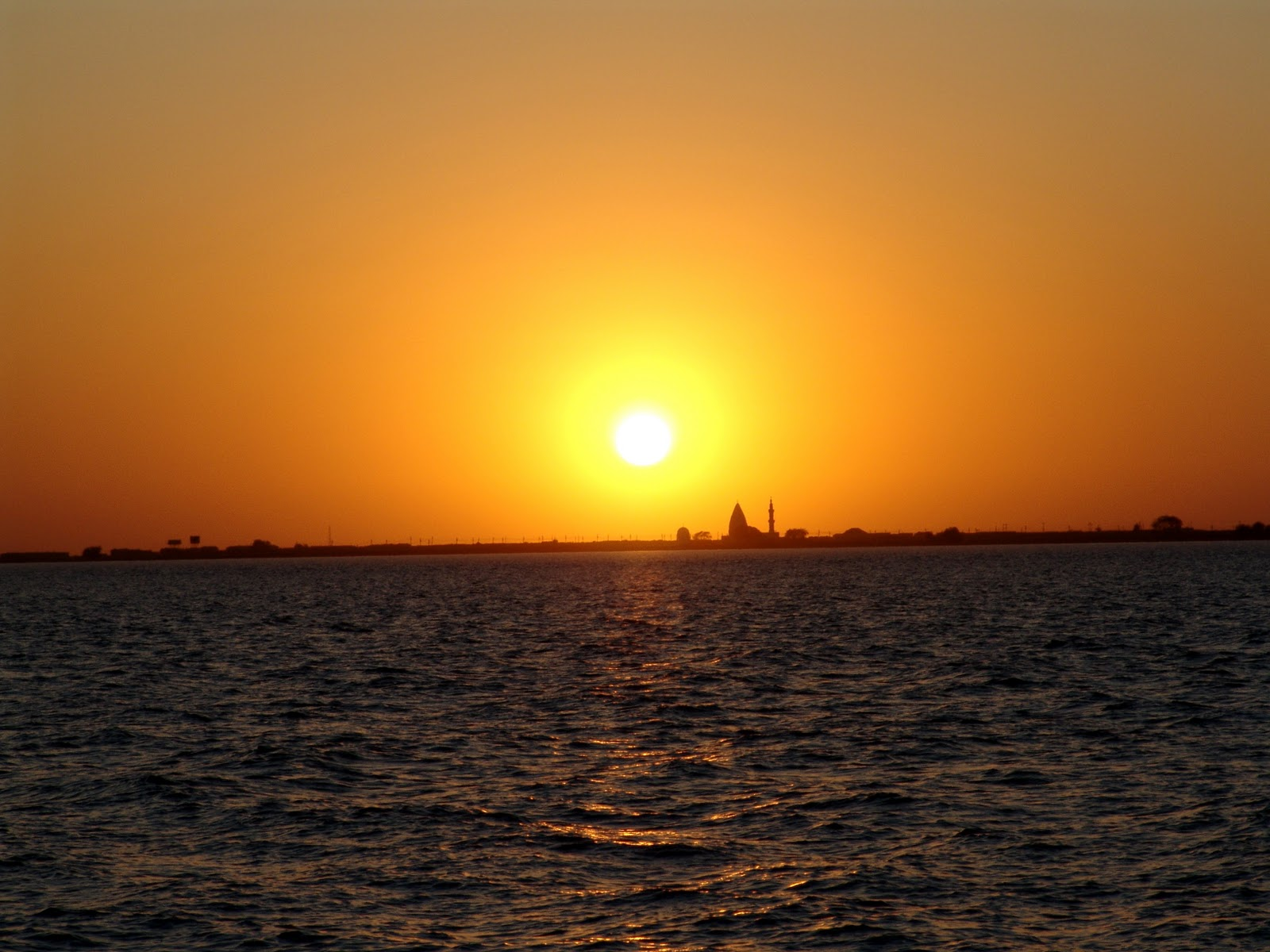
شروق الشمس القطينة
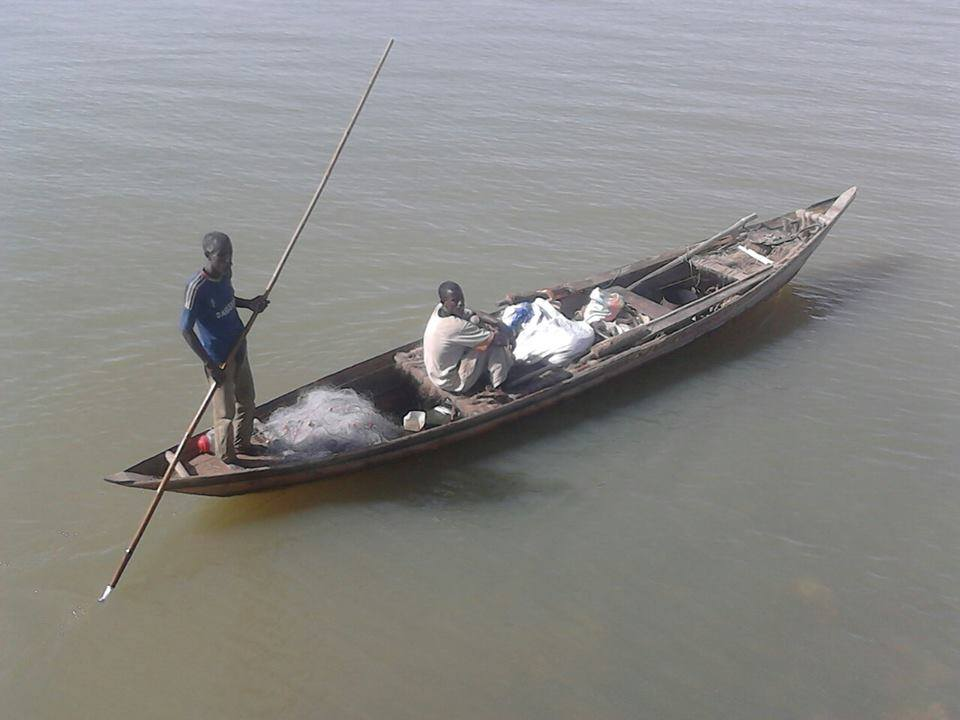
مهنة صيد الأسماك